# Adam Szyszkowski
Adam Szyszkowski est un acteur polonais, né en 1968.

## Filmographie

### Cinéma
- 1989 : Meskie sprawy de Jan Kidawa-Blonski
- 1992 : Koniec gry de Feliks Falk
- 2001 : Avalon de Mamoru Oshii : Player A
- 2006 : La Place du Saint-Sauveur de Joanna Kos-Krauze et Krzysztof Krauze
- 2009 : Dans la tourmente (Within the Whirlwind) de Marleen Gorris
- 2009 : The Magic Stone de Jowita Gondek
- 2010 : Belcanto, de Ryszard Nyczka
- 2011 : La Bataille de Varsovie, 1920 de Jerzy Hoffman : Iwanow
- 2013 : Ida de Paweł Pawlikowski : Feliks
- 2015 : Letnie przesilenie : Station Agent
- 2016 : Les Fleurs bleues : Driver
- 2016 : The Last Family : Jan Nowak
- 2017 : The Reconciliation : Garde Karol Zaks
- 2018 : Cold War (Zimna wojna) de Paweł Pawlikowski
- 2019 : Oleg
- 2022 : Heart Parade (Parada serc) de Filip Zylber

### Courts-métrages
- 2008 : Zabójcze nagranie
- 2009 : Slepy traf

### Télévision

#### Séries télévisées
- 1997 : Teatr telewizji
- 2000 : Tredowata : Policeman
- 2007 : Barwy szczescia : Coach
- 2007 : Dwie strony medalu : Driver
- 2009 : Londynczycy : Driver
- 2010 : Nowa : Borys
- 2011 : Uklad Warszawski : Lecturer
- 2012 : Paradoks : Rachon, aspirant
- 2013-2014 : Prawo Agaty : Lawyer / Rafal Ostrowski / Lawyer Lis
- 2014 : Ojciec Mateusz : Artur Dziak
- 2014 : To nie koniec swiata! : Radecki
- 2014-2017 : Komisarz Alex : Zuchowski 'Krawiec' / Zaslan
- 2015 : Dziewczyny ze Lwowa : Clerk
- 2015 : Skazane
- 2015 : Strazacy : Sikorski
- 2016 : Powiedz tak
- 2017 : Miasto skarbów : Rudy
- 2017 : Niania w wielkim miescie : Roman
- 2017 : W rytmie serca : Driver
- 2017 : Wataha : Local Journalist

#### Téléfilms
- 1993 : Samowolka : Janiszewski
- 1995 : Dama kameliowa
- 2007 : Braciszek